# Wahlenbergia insulae-howei
Wahlenbergia insulae-howei là loài thực vật có hoa trong họ Hoa chuông. Loài này được Lothian miêu tả khoa học đầu tiên năm 1947.